# Tupolev Tu-125
Il Tupolev Tu-125 è il progetto di un bombardiere strategico supersonico progettato dall'OKB 156 Tupolev per l'aviazione sovietica alla fine degli anni cinquanta. Lo sviluppo del nuovo velivolo, che avrebbe dovuto sostituire il Tupolev Tu-22, fu interrotto nel 1962, a causa del mutamento della strategia sovietica.

## Sviluppo
Lo sviluppo di un nuovo bombardiere per le forze strategiche sovietiche venne intrapreso dalla Tuplev alla fine degli anni cinquanta. Infatti, l'ultimo aereo di questo tipo progettato dall'OKB di Andrej Nikolaevič Tupolev, il Tu-22, aveva avuto un successo piuttosto limitato. Per questa ragione, si iniziò a lavorare ad un sostituto. Le opzioni previste furono due.

La prima era una soluzione a basso rischio tecnologico, e consisteva in modifiche non estese al progetto iniziale. Si trattava dell'opzione che poi si concretizzò, e divenne il Tupolev Tu-22M, ancora oggi in servizio in gran numero.

La seconda soluzione, invece, prevedeva un velivolo completamente nuovo, caratterizzato da forme innovative e da una velocità altamente bisonica. Questo aereo, che ricevette il nome interno di “progetto 125”, ebbe uno sviluppo piuttosto complesso, tanto che il progetto base del 1958 fu completamente rivisto nei primissimi anni sessanta.

Lo sviluppo del nuovo aereo, che stava comunque incontrando parecchie difficoltà tecniche, fu comunque cancellato nel 1962, quando i sovietici decisero di puntare sui missili balistici intercontinentali.

## Tecnica
Il progetto preliminare del Tu-125 era molto diverso da quello definitivo. In generale, si trattava di un aereo con ala a delta ed alette canard, spinto da due turbogetti NK-6 (o NK-10, che erano piuttosto simili), ognuno dei quali capace di una spinta al decollo di 24 000 kg (48 000 complessivi). Questi erano sistemati con le prese d’aria accanto alla fusoliera, mentre gli scarichi erano dietro. L'aereo avrebbe dovuto avere una doppia deriva. L'armamento era costituito da un unico missile aria-superficie AS-4 Kitchen, armato con una testata nucleare. I dati tecnici sono quelli inseriti in tabella.

La seconda versione, definitiva, era invece piuttosto diversa. Intanto, i motori previsti erano quattro: in dettaglio, si trattava di R-15B-300, ognuno dei quali con una spinta al decollo di 15 000 kg (60 000 complessivi). I motori erano sistemati a coppie sotto le ali, in due gondole. Diverse erano anche le caratteristiche fisiche: la lunghezza era maggiore (41,1 metri), mentre l'altezza e l'apertura alare risultavano leggermente inferiori (9,55 metri e 22,2 metri rispettivamente). La superficie alare avrebbe dovuto raggiungere il 226 m². Le soluzioni tecniche per la fusoliera erano praticamente le stesse. L'unica differenza riguardava la coda, a deriva singola. Rispetto al progetto precedente, inoltre, risultava molto più alta la velocità prevista: infatti, con gli R-15B-300, il Tu-125 avrebbe dovuto raggiungere una velocità massima nell'ordine dei 3 500 km/h, con una velocità di crociera di 2 500. Minore risultava invece l'autonomia, di 4 800 km. Armamento e quota di tangenza erano gli stessi. L'equipaggio, in entrambe le versioni, non è conosciuto.
Per la costruzione, era previsto un ampio ricorso a leghe metalliche a base di titanio. Inoltre, furono effettuate numerosissime prove aerodinamiche in galleria del vento. La configurazione generale del velivolo, estremamente innovativa, non convinceva però i militari, che espressero seri dubbi a proposito della stabilità dell'aereo.

## Utilizzo
Il programma relativo al Tu-125 fu cancellato nel 1962, ed il progetto rimase interamente sulla carta. Comunque, oltre al ruolo primario relativo al trasporto di un missile a lungo raggio a testata nucleare, vennero ipotizzati anche altri impieghi:
- bombardiere convenzionale;
- piattaforma per aviolanci di missili balistici;
- ricognitore;
- aereo antisommergibile, in grado di intervenire contro unità subacquee nemiche con un tempo di reazione ridottissimo.